# Rafael Nogueira da Silva
Rafael Nogueira da Silva (23 mei 1992), beter bekend als Fits, is een Braziliaans zaalvoetballer.

## Levensloop
In zijn thuisland kwam hij uit voor Yoka Guaratinguetá en Keima Futsal. In 2016 ging hij aan de slag bij het Italiaanse Genzano Calcio en het daarop volgend seizoen bij Kaos Futsal. In juli 2018 maakte hij vervolgens de overstap naar de Portugese competitie, alwaar hij aansloot bij SL Benfica. Met deze club won hij de Taça da Liga (2019) en de landstitel (2019). 
Vanaf januari 2022 kwam hij op leenbasis uit voor het Spaanse Manzanares FS en in de zomer van 2022 sloot hij aan bij RSCA Futsal. Met deze club bereikte hij de 'final four' in de UEFA Champions League, nadat onder meer FC Barcelona werd uitschakeld. In december 2022 werd bekend dat hij terugkeerde naar de Spaanse competitie, alwaar hij uitkomt voor Inter FS.